# Paul Komposch
Paul Komposch (13 maggio 2001) è un calciatore austriaco, difensore dell'Hartberg.

## Caratteristiche tecniche
Gioca come difensore centrale.

## Carriera
Komposch è cresciuto nel settore giovanile dello Sturm Graz con cui ha debuttato il 28 agosto 2020 nell'incontro di ÖFB-Cup vinto 8-0 contro l'SV Innsbruck. Il 4 ottobre dello stesso anno ha debuttato anche in Bundesliga contro l'Altach e sedici giorni dopo ha firmato il suo primo contratto professionistico.
Rimasto svincolato al termine della stagione 2022-2023, il 23 giugno ha firmato un contratto biennale con l'Hartberg, altro club della prima divisione austriaca.

## Statistiche

### Presenze e reti nei club
Statistiche aggiornate al 31 marzo 2024.
| Stagione        | Squadra         | Campionato      | Campionato | Campionato | Coppe nazionali | Coppe nazionali | Coppe nazionali | Coppe continentali | Coppe continentali | Coppe continentali | Altre coppe | Altre coppe | Altre coppe | Totale | Totale | Totale |
| Stagione        | Squadra         | Comp            | Pres       | Reti       | Comp            | Pres            | Reti            | Comp               | Pres               | Reti               | Comp        | Pres        | Reti        | Pres   | Reti   |        |
| --------------- | --------------- | --------------- | ---------- | ---------- | --------------- | --------------- | --------------- | ------------------ | ------------------ | ------------------ | ----------- | ----------- | ----------- | ------ | ------ | ------ |
| 2018-2019       | Sturm Graz II   | RL              | 3          | 0          |                 | -               | -               |                    | -                  | -                  |             | -           | -           | 3      | 0      |        |
| 2019-2020       | Sturm Graz II   | RL              | 17         | 1          |                 | -               | -               |                    | -                  | -                  |             | -           | -           | 17     | 1      |        |
| 2020-2021       | Sturm Graz II   | RL              | 11         | 1          |                 | -               | -               |                    | -                  | -                  |             | -           | -           | 11     | 1      |        |
| 2021-2022       | Sturm Graz II   | RL              | 27         | 5          |                 | -               | -               |                    | -                  | -                  |             | -           | -           | 27     | 5      |        |
| 2022-2023       | Sturm Graz II   | RL              | 27         | 1          |                 | -               | -               |                    | -                  | -                  |             | -           | -           | 27     | 1      |        |
| 2020-2021       | Sturm Graz      | BL              | 2          | 0          | CA              | 1               | 0               |                    | -                  | -                  |             | -           | -           | 3      | 0      |        |
| 2021-2022       | Sturm Graz      | BL              | 0          | 0          | CA              | 0               | 0               | UEL                | 0                  | 0                  |             | -           | -           | 0      | 0      |        |
| 2022-2023       | Sturm Graz      | BL              | 0          | 0          | CA              | 0               | 0               | UCL+UEL            | 0                  | 0                  |             | -           | -           | 0      | 0      |        |
| 2023-2024       | Hartberg        | BL              | 23         | 0          | CA              | 3               | 1               |                    | -                  | -                  |             | -           | -           | 26     | 1      |        |
| Totale carriera | Totale carriera | Totale carriera | 110        | 8          |                 | 4               | 1               |                    | 0                  | 0                  |             | -           | -           | 114    | 9      |        |

## Palmarès

### Club

#### Competizioni nazionali
- Coppa d'Austria: 1

Sturm Graz: 2022-2023